# Egill Þormóðsson
Egill Þormóðsson (* 26. August 1991) ist ein isländischer Eishockeyspieler, der seit 2014 beim UMFK Esja in der isländischen Eishockeyliga unter Vertrag steht.

## Karriere
Egill Þormóðsson begann seine Karriere als Eishockeyspieler bei Skautafélag Reykjavíkur, für den er bereits als Jugendlicher in der isländischen Eishockeyliga debütierte. Nachdem er 2009 mit seiner Mannschaft isländischer Meister geworden war, wechselte er zum Mörrums GoIS IK nach Schweden, wo er sowohl in der U18-, als auch in der U20-Mannschaft eingesetzt wurde. Noch vor Saisonende kehrte er Anfang 2010 nach Reykjavík zurück, wo er erneut bei Skautafélag auf dem Eis stand. 2014 wechselte er zum UMFK Esja, der gerade neu in die isländische Liga aufgenommen worden war. 2017 wurde er mit dem Klub isländischer Meister.

### International
Egill Þormóðsson spielte bereits als Jugendlicher für Island. Er nahm zunächst an den U18-Weltmeisterschaften 2006 in der Division II sowie 2007, 2008 und 2009, als er als Topscorer und Torschützenkönig des Turniers maßgeblich zum Wiederaufstieg der Isländer beitrug, in der Division III teil. Mit der U20-Auswahl der Isländer nahm er an den Weltmeisterschaften 2007 und 2008 in der Division II sowie 2010 in der Division III teil.
Parallel zu den Einsätzen in den Juniorenteams spielte Egill Þormóðsson bereits in der Herren-Nationalmannschaft. Sein Debüt gab er als 18-Jähriger bei der Weltmeisterschaft 2009 in der Division II. Auch 2010, 2011, als er zum besten Spieler der isländischen Mannschaft gekürt wurde, 2013, 2015 und 2016 vertrat er die Nordmänner in der Division II. Zudem vertrat er seine Farben bei der Qualifikation zu den Olympischen Winterspielen in Pyeongchang 2018.

## Erfolge
- 2009 isländischer Meister mit Skautafélag Reykjavíkur
- 2009 Aufstieg in die Division II bei der U18-Weltmeisterschaft der Division III, Gruppe B
- 2009 Topscorer und Torschützenkönig der Division III, Gruppe B
- 2010 Aufstieg in die Division II bei der U20-Weltmeisterschaft der Division III
- 2017 Isländischer Meister mit UMFK Esja